# Alexander Rahr
Alexander Rahr (ur. 2 marca 1959 w Tajpej) – niemiecki historyk i politolog specjalizujący się tematyce Europy Wschodniej i Eurazji, publicysta, dziennikarz.

## Życiorys
Wykształcenie zdobywał na Uniwersytecie w Monachium.
W latach 1977–1985 współpracował w charakterze doradcy z kolońskim Bundesinstitut für Ostwissenschaftliche und Internationale Studien (BIOst), ośrodkiem badań politycznych wyspecjalizowanym w problematyce Europy Wschodniej, Rosji, Kaukazu, Azji Środkowej i Chin, gdzie w ramach projektu Sowjetelite tworzono obszerną i możliwie najpełniejszą bazę danych i analiz dotyczących wysokich urzędników ZSRR. Zespół ekspertów pełnił również rolę doradczą Bundestagu.
W roku 1980 został wykładowcą monachijskiej uczelni, na której pozostał do 1988. Wykładał, między innymi, politologię i historię najnowszą.
Od 1982 do 1994 r. czynnie współpracował z Radiem Wolna Europa, a od 1986 wszedł w skład zespołu ekspertów formującej się RAND Corporation. Po zakończeniu współpracy z RWE w 1994 r. został doradcą szefa MSZ RFN Klausa Kinkela.
Od 1995 r. był dyrektorem Centrum Rosji i Eurazji, zajmującym się polityką wewnętrzną regionu, które w 2010 r. przemianowano na Centrum Bertholda Beitza ds. Rosji, Ukrainy, Białorusi i Azji Centralnej.
Zasiada w Forum Dialogu Petersburskiego, organizacji zajmującej się promocją dialogu i tworzeniem społeczeństwa obywatelskiego w Rosji. Pełni w nim rolę koordynatora do spraw rozwoju. Jest również dyrektorem Forum Niemiecko-Rosyjskiego. Alexander Rahr w latach 2012–2015 pełnił funkcję doradcy w spółce Wintershall Holding GmbH, a także przy Niemiecko-Rosyjskiej Izbie Handlu Zagranicznego. Należy do rosyjskiego klubu dyskusyjnego zwanego Klubem Wałdajskim i do ukraińskiego zrzeszenia dyrektorów Yalta European Strategy (YES).
W 2003 został odznaczony Orderem Zasługi RFN za swój wkład w rozwój i normalizację stosunków niemiecko-rosyjskich. Jest również profesorem honoris causa moskiewskiego MGIMO. W 2017 otrzymał mołdawski Order Honoru.
Zna osobiście Władimira Putina na stopie prywatnej – w 2013 razem z Hansem-Dietrichem Genscherem negocjował z rosyjskim przywódcą objęcie amnestią antykremlowskiego oligarchy Michaiła Chodorkowskiego. Po uwolnieniu osobiście powitał Rosjanina na lotnisku w Berlinie.
Jest uważany za kluczową postać w nieformalnych kontaktach niemiecko-rosyjskich. Przez krytyków uznawany jest natomiast za wiodącego apologetę Putina w Niemczech.
Był synem Gleba Rahra i Sofii Rahr de domo Oriechowej. Gleb Rahr również był historykiem i politologiem, specjalistą z zakresu geopolityki i historii krajów Europy Wschodniej, wywodził się z rodziny kupieckiej Niemców bałtyckich. Matka była córką Wasilija Oriechowa. Jest żonaty z Anną, z którą ma syna i córkę.

## Publikacje
- Gorbatschow – der neue Mann. Universitas-Verlag, 1986, ISBN 3-8004-1107-5.
- Wladimir Putin. Der Deutsche im Kreml. Universitas-Verlag, 2000, ISBN 978-3800414086.
- Russland gibt Gas. Hanser-Wirtschaft, 2008, ISBN 978-3-446-41395-5.
- Putin nach Putin. Universitas-Verlag, 2009, ISBN 978-3-8004-1481-9.
- Der kalte Freund. Warum wir Russland brauchen: die Insider-Analyse. Hanser-Wirtschaft, München 2011, ISBN 978-3-446-42438-8.
- 2054: Putin decodiert. Eulenspiegel Verlage GmbH, 2018, ISBN 978-3-360-01341-5.